# Peperomia subrubricaulis
Peperomia subrubricaulis är en pepparväxtart som beskrevs av C. Dc.. Peperomia subrubricaulis ingår i släktet peperomior, och familjen pepparväxter. Inga underarter finns listade i Catalogue of Life.